# Acestrorhynchus lacustris
Acestrorhynchus lacustris är en fiskart som först beskrevs av Lütken, 1875.  Acestrorhynchus lacustris ingår i släktet Acestrorhynchus och familjen Acestrorhynchidae. Inga underarter finns listade i Catalogue of Life.

## Bildgalleri